# Houston Comets

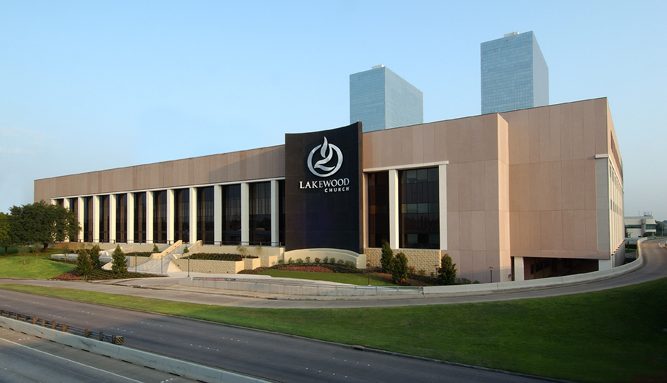
Houston Comets spelade i Compaq Center mellan 1997 och 2003.

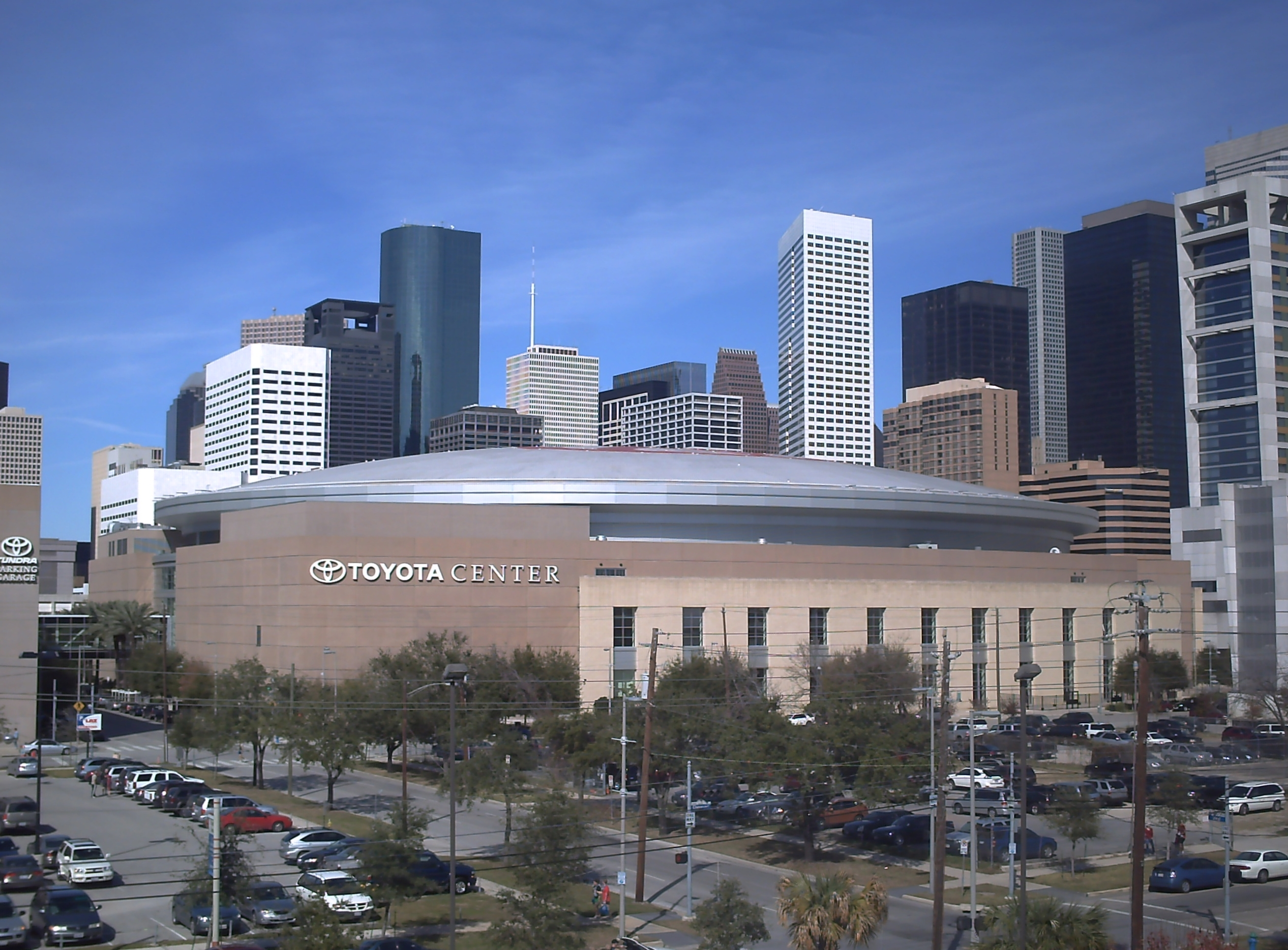
Houstons hemmaarena Toyota Center mellan 2004 och 2007.

Houston Comets, som grundades 1997 och upplöstes 2008, var en basketklubb i Houston i Texas som spelade i damligan WNBA mellan säsongerna 1997 och 2008 och var ett av de åtta originallagen i WNBA. Laget spelade sina hemmamatcher i Compaq Center mellan 1997 och 2003, i Toyota Center mellan 2004 och 2007 och sista säsongen 2008 i Reliant Arena. Houston Comets var ett så kallat systerlag till NBA-laget Houston Rockets.
Houston var den dominanta dynastin inom WNBA i ligans begynnelse då de vann alla de fyra första mästerskapen (1997-2000), vilket är rekord både i antal titlar och mästerskapssegrar i följd. Men efter dessa fyra titlar gick det allt tyngre för Houston då de bara lyckades vinna den första slutspelsomgången en enda gång, 2005, bara för att förlora konferensfinalen mot Sacramento Monarchs. Dessutom ståtar Houston med rekordet för minst antal förluster på en säsong, då de bara förlorade fyra av 35 matcher säsongen 1998.

## Historia
Houstons första match i WNBA spelades den 21 juni 1997 borta mot Cleveland Rockers och Houston vann matchen med 76-56, vilket blev en av totalt 18 vinster under första säsongen och med det var Houston bäst i hela ligan. I semifinalen besegrande Houston Charlotte Sting med 70-54 och i finalmatchen vann de mot New York Liberty med 65-51 och blev de historiska första WNBA-mästarinnorna. Inför den andra säsongen expanderades ligan med två nya lag, vilket gjorde att Houston fick byta från den östra till den västra konferensen. Houston gjorde en fantastisk säsong rätt igenom då de bara förlorade sammanlagt fyra av 35 tävlingsmatcher, vilket inte har överträffats efter det. I finalen 1998 mötte Houston Phoenix Mercury och vann med finalserien med 2-1 i matcher och därmed tog de sin andra raka WNBA-titel.
1999 vann Houston sin konferens för tredje gången i rad och var även bäst i hela ligan, och i sin tredje raka WNBA-final mötte de åter New York Liberty. Och efter att ha vunnit borta mot New York skulle de bara hem och hämta hem sin tredje raka titel. Och det började också bra då de ledde i halvtid med 37-23, men i andra halvlek hände något med Houstons spel och New York vände och vann matchen med 68-67 och tvingade fram en tredje och avgörande match. Och även i den ledde Houston i halvtid (33-25) men denna gången höll man i spelet även i den andra halvleken och vann med 59-47 och tog sin tredje raka WNBA-titel. Den fjärde säsongen, 2000, var första gången som Houston inte vann sin konferens (tvåa bakom Los Angeles Sparks), men å andra sidan gick Houston obesegrade genom slutspelet och vann sin fjärde raka WNBA-titel, och för tredje vann man mot New York Liberty.
Efter att ha förlorat redan i första slutspelsomgången tre år i rad, så bytte Houston inför säsongen 2004 hemmaarena till Toyota Center. Men det gick ännu sämre för de missade helt slutspelet det året för första gången nånsin i lagets historia. 2005 tog sig laget åter till slutspel och ändå fram till konferensfinal där dock de blivande mästarna Sacramento Monarchs vann i två raka matcher. Samma Sacramento vann sedan mot Houston också i slutspelet 2006, men då redan i första omgången.
Den 31 januari 2007 godkände WNBA:s styrelse försäljningen av laget till den Houston-baserade affärsmannen Hilton Koch. Och två veckor senare blev den tidigare assisterande tränaren Karleen Thompson lagets nye huduvtränare och general manager. Och efter att ha missat slutspelet 2007 bestämde lagets ägare den 12 december 2007 att laget skulle byta hemmaarena från Toyota Center till Reliant Arena inför säsongen 2008. Under 2008 offentliggjorde Koch sen att laget var till försäljning för 10 miljoner USD, men då ingen investerare fanns togs Houston över av ledningen för WNBA och laget upplöstes den 2 december 2008. Ligaledningen uppgav att man bara skulle avbryta verksamheten för säsongen 2009, och se om det fanns någon intressent som ville ta över laget till säsongen 2010. Houstons sista match spelades den 15 september 2008 hemma mot Sacramento Monarchs och Houston vann matchen med 90-81 men missade slutspelet för endast tredje gången i lagets historia.